# تپه زیارت پیر سبز
تپه زیارت پیر سبز در شهرستان زابل، بخش شیب آب، دهستان محمدآباد، ۵۰۰ متری غرب روستای پیر سبز واقع شده و این اثر در تاریخ ۲۷ اسفند ۱۳۸۶ با شمارهٔ ثبت ۲۲۶۶۳ به‌عنوان یکی از آثار ملی ایران به ثبت رسیده است.